# Нові Скоморохи
Нові́ Скоморо́хи — село Більшівцівської селищної громади Івано-Франківського району Івано-Франківської області.
Розташоване на правому березі р. Нараївки, за 22 км від колишнього районного центру. Кути населеного пункту: Долина, Заливки, Ракова. Через Нові Скоморохи проходить автошлях Більшівці — Світанок (Свистільники).
На 1 січня 2012 року в селі проживало 738 осіб, налічувалося 268 дворів. Типові прізвища жителів: Андріїв, Белей, Бойко, Возняк, Довган, Парандій.

## Назва
Назва населеного пункту, очевидно, походить від мандрівних артистів — скоморохів, які проживали на цій території ще в часи Галицько- Волинського князівства.

## Історія
За переказами, у давнину існувало одне село Скоморохи. У XIII ст. його зруйнували татари, забравши в ясир більшість жителів. Невелика частина людей із тих, кому пощастило врятуватися, збудували собі оселі на новому місці, на протилежному березі р. Нараївки. Новоутворене поселення згадка про яке припадає на 1375 р., стало зватися Новими Скоморохами. Решта уцілілих жителів знищеного села, які не хотіли покидати насидженого місця, заснували поселення під назвою Старі Скоморохи.
У давньоруську добу населений пункт, очевидно, перебував у власності земських бояр. Навіть після колонізації Галичини поляками нащадки боярських родів ще декілька століть зберігали за собою давній домен. У 1454 р. як дідичі Нових Скоморохів згадуються Данко, Федір та Яцко Дробишовичі, а в 1459 р. — «два Іваськи, брати стриєчні зі Скоморох». Пізніше село переходить до рук польських землевласників.
Не обминули новоскоморохівців татарські навали і наприкінці XVI- на початку XVII ст. Як розповідають місцеві старожили, на Великдень, коли люди святили паску, ординці напали на село, частину жителів забрали у полон, а частину вирізали. Ще й сьогодні вуличка, що веде від церкви до річки називається Кровавою, бо в той страшний день нею спливала людська кров.
У XVIII — першій половині XX ст. найбільшою земельною та майновою посільністю в Нових Скоморохах володів Антоній Барнаба Яблоновський (зг. в 1774 р.), Томаш Малєцкий (зг. в 1832 р.), Каєтан Малєцкий (зг. в 1890 р.), Єлена Кшечунович із Суходольських (зг. в 1899 р.), Корнель Кшечунович (зг. в 1899 р.), графиня Гелена Мицельська (зг. в 1909—1922 рр.). Останніми дідичами були Валеріян Кшечуновіч (зг. в 1921—1931 рр.) та його дочка Ізабелла (зг. в 1931 р.), які проживали у Яричів поблизу Львова.
У 1756 р. громада побудувала в селі дерев´яну церкву святого Михаїла. 24 жовтня 1864 р. намісництво дало дозвіл на заснування при ній парохіальної школи. У 80-х рр. XIX ст. школу було перетворену в етатову (тобто державну) з українською мовою викладання. В лютому 1892 р. у селі почала діяти читальня «Просвіти» — одна з перших у повіті. При ній відкрилася українська крамниця. У 30-х рр. XX ст. активним просвітянським діячем був Стефан Юзефович.
У роки українсько-польської війни в районі Нових Скоморохів точилися запеклі баталії. Особливо запам´ятався місцевим жителям бій 22 червня 1919 р., коли частина 2-ї бригади 1-го корпусу УГА захопили укріплені польські позиції. Під час бойових дій було повністю зруйновано сільську церкву. В роки війни загинуло 47 місцевих жителів. Вже в мирний період (1920 р.) новоскоморохівці спорудили невеличку каплицю, у котрій і вирушали Богослужіння. В 1932 р. селяни розпочали будівництво нового храму, яке завершили в 1934 р.
На початку 20-х рр. польський уряд проводив у селі насильницьку конскрипцію (перепис населення з метою призову в армію). Новоскоморохівці — як українці, так і поляки — вчинили відкритий спротив діям органів влади.
У повоєнні роки школа в центрі села довгий час не діяла через відсутність приміщення, і діти навчалися вдома. Лише наприкінці 20-х рр. у Нових Скоморохах відкрили 1-класну утраквістичну школу із польською мовою викладання, яку в середині 30-х рр. реорганізували у 2- класну.
У 1920—1930-х рр. в Нових Скоморохах було 6 кооператив, у яких гуртувалися національно свідомі жителі села. Знала про це й польська поліція, тому карна експедиція 6-го полку уланів, що 15 жовтня 1930 р. проводила в селі пацифікацію, зробила обшук у приміщеннях кооперативів і пограбувала їх. Найбільше постраждала «Єдність». Та громада не скорилася. Невдовзі у Нових Скоморохах виникло ще декілька українських організацій: гурток товариства «Сільський господар» (1930), Союз українок (1936), сітка ОУН. Членами останньої були Володимир Блашків, Степан Бурко та ін.
3-го липня 1941 р. населений пункт окупували німецько-нацистські війська. Гітлерівці спалили 9 дворів і вивезли на примусові роботи в Німеччину 63 особи. Частини Радянської армії захопили село 25 липня 1944 р.
Політика нового уряду, яка мало чим відрізнялася від гітлерівської, викликала масове невдоволення людей. Для боротьби з радянським режимом у лісах створювалися загони УПА, ради яких поповнило понад 60 місцевих жителів: Андрій Багира («Грім»), Григорій Белей, Роман Вальків, Володимир Возняк («Крук»), Василь Возняк, Олексій Главацький («Вовк») та ін. Більше половини з них загинуло. Так, у 1946 р. емдебісти ліквідували криївку, у якій переховувалися 6 повстанців. Четверо з них: Михайло Василик, Дмитро Крупа, Петро Урицький та Семен Цурик — були вихідцями із Нових Скоморох.
У селі також загинули: окружний провідник СБ ОУН Богдан Бандура (псевдонім «Байда»; 1919 р. с. Пуків Рогатинського р-ну — 7.06.1946 р.) то чотовий «Чорнота» із сотні «Гайдамаки» (похований біля церкви).
За даними облуправління МГБ у 1949 р. в Більшівцівському районі підпілля ОУН найактивнішим було в селах Бовшів, Нові Скоморохи і Старі Скоморохи.
У повоєнні роки було створено Новоскоморохівську сільську раду. У 1950 р. земельні угіддя населеного пункту стали власністю колгоспу ім. Фрунзе. Центральна садиба цього господарства знаходилася у Старих Скоморохах.
8 квітня 1951 р. органи МДБ вчинили насилля над жителями села. Потерпіли 3 родини, які належали до релігійної організації Свідки Єгови, яких підійняли серед ночі й відправили до пункту депортації, звідки товарняком повезли за межі України. Майно виселених передали місцевому колгоспу. Ще одним кроком для нового уряду для «зміцнення» радянської влади було закриття церкви й перетворення її у склад. Храм відновив свою діяльність лише в 1990 р.
На початку 60-х рр. населений пункт перейшов у підпорядкування новоствореної Староскоморохівської сільської ради. Лише в 1977 р. згідно з рішенням облвиконкому село знову стає самостійною адміністративно-територіальною одиницею.
У роки національного відродження новоскоморохівці віддали шану пам'яті своєму незаслужено забутому землякові — поету о. Дмитру Йосифовичу. У квітні 1993 р. делегація від сільської громади відвідала с. Хітар Львівської обл., де вклонилася праху свого відомого односельця. 2 травня того ж року в Нових Скоморохах відбулися урочистості на честь Д. Йосифовича.
У 1992 р. жителі Нових та Старих Скоморохів, заснували спілку селян-власників « Промінь». У Нових Скоморохах діяло також фермерське господарство «Хлібець». Тепер[коли?] у селі функціонують загальноосвітня школа I—II ступенів, фельдшерсько-акушерський пункт, бібліотека, Народний дім та 3 крамниці.

## Пам'ятки
Архітектурна: Церква св. Михаїла, у центрі села. Побудована в 1934 р. У 1990 р. відремонтована. Дерев'яна, оббита дошками. Хрещата у плані, з напівкруглою вівтарною та боковими частинами. Центральна нава покрита шатровим дахом, увінчаним великою банею і маківкою. Над притвором — двосхилий дах із заломом спереду.
Історичні: Пам'ятний знак на честь скасування панщини, при в'їзді в село з боку с. Нараївки. Встановлений у 2-й половині XIX ст. Являє собою чавунний однораменний латинський хрест на двоступінчастому постаменті з мармурової крихти.
Пам'ятник воїнам II Світової війни, у центрі села. Являє собою скульптуру скорботної матері, встановлену на прямокутному подіумі. Висота пам'ятника — 4 метри. Справа від монумента знаходяться стели, на яких викарбувані 31 прізвище загиблих у роки війни новоскоморохівців.

## Відомі люди

### Народилися
- Каспрук Степан Дмитрович

Народився 01.01.1934 р., с. Нові Скоморохи Івано-Франківської області. Закінчив Косівське училище прикладного та декоративного мистецтва (1963). Педагоги з фаху — О. Соломченко, М. Варення. Графік. Основні твори: «Краса України — Поділля» (1971), «Мій край» (1971), «Т. Шевченко» (1981), «Соломія Крушельницька» (1981). Член НСХУ (1986). Директор Івано-Франківського музею визвольних змагань Прикарпатського краю, голова обласного товариства «Меморіал» ім. В. Стуса.
- Дмитро́ Григо́рович Йосифо́вич

(Псевдоніми і криптоніми — Василь Ріленко, Василь Орленко, Орест Дубенський, Мирослав Зорин, Дм. Йос., О. Д., Д-б Ор. та інші; 6 листопада 1867, с. Нові Скоморохи, нині Галицького району Івано-Франківської області — 28 листопада 1942, с. Хітар Сколівського району Львівської області) — український літератор, перекладач, релігійний діяч.
Навчався в гімназіях у містах Станіслав (нині Івано-Франківськ) і Бережани (останніх 2 роки). Закінчив у Львівську духовну семінарію і богословський факультет університету (1891).
Душпастирював у селах Львівщини та Станіславщини.
Друкувався у газетах «Буковина», «Діло», журналах «Зоря», «Неділя» та ін. періодичних виданнях. Автор віршів, байок, оповідань, повістей, перекладів творів Й.-В. Ґете, Г. Данилевського, В. Короленка, М. Костомарова, Г. де Мопассана, М. Некрасова, Е. Ожешко, О. Пушкіна, А. Чехова, Ф. Шиллера та інших авторів. Кілька його перекладів вийшли друком у «Бібліотечці найзнаменитіших повістей „Діла“». Йосифович опублікував огляд праць Фр. Ржегоржа про українців Галичини, записував фольклор.
- Єпископ на спокої Севастіан (в миру Возня́к Миха́йло Яросла́вович) народився 23 січня 1970 року у селі Нові Скоморохи Галицького району Івано-Франківської області в багатодітній сім'ї.

У 1985 році закінчив середню школу. У 1988 році закінчив будівельне училище. З 1988 року по 1990 рік проходив військову службу у Радянській Армії. Після служби в армії ніс послух у Почаївській Лаврі, служив у Соборі Покрови Пресвятої Богородиці в Івано-Франківську.
У 1992 році прийняв чернецтво. З 1992 року по 1993 рік відроджував монастир святого Пантелеймона у селі Маріямпіль Галицького району. У 1993 році у Свято-Володимирському Соборі митрополитом Київським і Галицьким Філаретом був рукоположений у сан ієромонаха і у тому ж році розпочав служіння у Видубицькому чоловічому монастирі м. Києва. У 1994 році возведений у сан ігумена. У 1996 році закінчив Київську Духовну Семінарію.
У 2000 році закінчив юридичний факультет Академії праці та соціальних відносин. 2000 року вступив у Київську Духовну Академію, яку успішно закінчив у 2004 році.
У травні 2002 року до дня Святої Пасхи Святійшим Патріархом Філаретом був возведений у сан архімандрита. 15 листопада 2002 року указом Святійшого Патріарха Київського і всієї Руси-України Філарета був призначений намісником Видубицького чоловічого монастиря.
У 2003 році рішенням Президії Української Технологічної Академії архімандрит Севастіан (Возняк) обраний дійсним членом Академії історично-філософського факультету з присвоєнням звання «Академік».
14 грудня 2006 року, згідно з рішенням Священного Синоду Української Православної Церкви Київського Патріархату, у Володимирському патріаршому кафедральному соборі м. Києва був хіротонізований у сан єпископа з титулом Чернігівський і Ніжинський.
Єпископ Севастіан бере активну участь у церковному та громадському житті держави. Є автором багатьох духовно-повчальних статей, засновником духовного журналу «Чаша», духівником козацького полку імені М. Миклашевського.
За відродження Видубицького чоловічого монастиря та духовності в Україні нагороджений Святійшим Патріархом Київським та всієї Руси-України Філаретом
орденом Архистратига Михаїла.